# 三角果科
三角果科又名三棱果科或三数木科，共有5属约30种，分布在东南亚、热带美洲和非洲的马达加斯加岛。
本科植物为乔木、灌木或藤本；单叶对生或互生，有托叶；花两性，花萼5，花瓣3或5；果实为蒴果或翅果（有三翅）。

## 属
- Humbertiodendron
- Isidodendron
- Trigonia
- Trigoniastrum
- Trigoniodendron

1981年的克朗奎斯特分类法将其列在远志目，1998年根据基因亲缘关系分类的APG 分类法认为应该放到金虎尾目之下， 2003年经过修订的APG II 分类法认为可以选择性地与大戟科等合并。